# Lekkoatletyka na Letnich Igrzyskach Olimpijskich 2004 – sztafeta 4 × 100 m mężczyzn
Sztafeta 4 × 100 m mężczyzn – jedna z konkurencji rozgrywanych w ramach lekkoatletyki podczas letnich igrzysk olimpijskich w 2004. Eliminacje odbyły się 27 sierpnia, a finał został rozegrany 28 sierpnia.
Udział w tej konkurencji brały ekipy reprezentujące 16 państw. Zawody te wygrała reprezentacja Wielkiej Brytanii, drugą pozycję zajęli zawodnicy ze Stanów Zjednoczonych, trzecią zaś reprezentanci Nigerii.

## Wyniki

### Eliminacje
Bieg 1
| Miejsce | Zawodnicy                                                          | Państwo           | Wynik |
| ------- | ------------------------------------------------------------------ | ----------------- | ----- |
| 1.      | Olusoji Fasuba Uchenna Emedolu Aaron Egbele Deji Aliu              | Nigeria           | 38,27 |
| 2.      | Zbigniew Tulin Łukasz Chyła Marcin Jędrusiński Marcin Urbaś        | Polska            | 38,47 |
| 3.      | Adam Basil Paul Di Bella Patrick Johnson Josh Ross                 | Australia         | 38,49 |
| 4.      | Niconnor Alexander Marc Burns Ato Boldon Darrel Brown              | Trynidad i Tobago | 38,53 |
| 5.      | Hiroyasu Tsuchie Shingo Suetsugu Shinji Takahira Nobuharu Asahara  | Japonia           | 38,53 |
| 6.      | Ronny Ostwald Tobias Unger Alexander Kosenkow Till Helmke          | Niemcy            | 38,64 |
| 7.      | Nicolas Macrozonaris Anson Henry Charles Allen Pierre Browne       | Kanada            | 38,64 |
| 8.      | Aleksandr Riabow Oleg Siergiejew Siergiej Byczkow Andriej Jepiszyn | Rosja             | 39,19 |

Bieg 2
| Miejsce | Zawodnicy                                                           | Państwo           | Wynik |
| ------- | ------------------------------------------------------------------- | ----------------- | ----- |
| 1.      | Shawn Crawford Darvis Patton Coby Miller Maurice Greene             | Stany Zjednoczone | 38,02 |
| 2.      | Jason Gardener Darren Campbell Marlon Devonish Mark Lewis-Francis   | Wielka Brytania   | 38,53 |
| 3.      | Cláudio Roberto Souza Édson Ribeiro André da Silva Vicente de Lima  | Brazylia          | 38,64 |
| 4.      | Dwight Thomas Patrick Jarrett Winston Smith Michael Frater          | Jamajka           | 38,71 |
| 5.      | Marco Torrieri Simone Collio Massimiliano Donati Maurizio Checcucci | Włochy            | 38,79 |
| 6.      | Christian Nsiah Tanko Braimah Aziz Zakari Leonard Myles-Mills       | Ghana             | 38,88 |
| 7.      | Aimé-Issa Nthépé Ronald Pognon Frédéric Krantz David Alerte         | Francja           | 38,93 |
| –       | Timothy Beck Troy Douglas Patrick van Balkom Caimin Douglas         | Holandia          | DNF   |

### Finał
| Miejsce | Zawodnicy                                                          | Państwo           | Wynik |
| ------- | ------------------------------------------------------------------ | ----------------- | ----- |
| 01 !    | Jason Gardener Darren Campbell Marlon Devonish Mark Lewis-Francis  | Wielka Brytania   | 38,07 |
| 02 !    | Shawn Crawford Justin Gatlin Marlon Devonish Mark Lewis-Francis    | Stany Zjednoczone | 38,08 |
| 03 !    | Olusoji Fasuba Uchenna Emedolu Aaron Egbele Deji Aliu              | Nigeria           | 38,23 |
| 4.      | Hiroyasu Tsuchie Shingo Suetsugu Shinji Takahira Nobuharu Asahara  | Japonia           | 38,49 |
| 5.      | Zbigniew Tulin Łukasz Chyła Marcin Jędrusiński Marcin Urbaś        | Polska            | 38,54 |
| 6.      | Adam Basil Paul Di Bella Patrick Johnson Josh Ross                 | Australia         | 38,56 |
| 7.      | Niconnor Alexander Marc Burns Ato Boldon Darrel Brown              | Trynidad i Tobago | 38,60 |
| 8.      | Cláudio Roberto Souza Édson Ribeiro André da Silva Vicente de Lima | Brazylia          | 38,67 |